# Erythmelus gracilis
Erythmelus gracilis is een vliesvleugelig insect uit de familie Mymaridae. De wetenschappelijke naam is voor het eerst geldig gepubliceerd in 1881 door Howard.